# Landkreis Graudenz

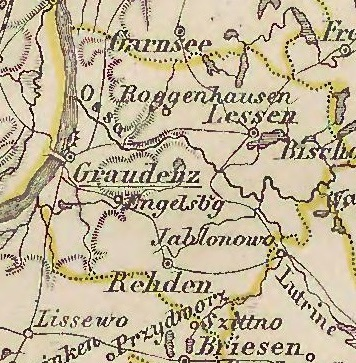
Der Kreis Graudenz in den Grenzen von 1818 bis 1887

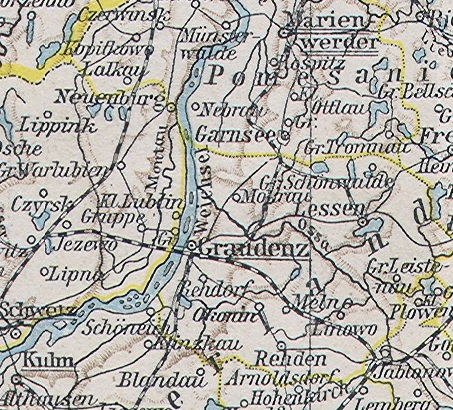
Der Kreis Graudenz in den Grenzen von 1887 bis 1920

Die Provinz Westpreußen 1919
Regierungsbezirk Danzig
Regierungsbezirk Marienwerder

Der Landkreis Graudenz (bis 1900  Kreis Graudenz) war ein von 1818 bis 1920 bestehender preußischer Landkreis im Regierungsbezirk Marienwerder. Mit diesem gehörte er zur Provinz Westpreußen, zwischenzeitlich von 1829 bis 1878 zur Provinz Preußen. Er lag in dem Teil von Westpreußen, der nach dem Ersten Weltkrieg 1920 durch die Bestimmungen des  Versailler Vertrags an die Zweite Polnische Republik abgetreten werden musste und als Polnischer Korridor bezeichnet wurde. Seine Kreisstadt war die Stadt Graudenz, die seit 1900 einen eigenen Stadtkreis bildete. Von 1939 bis 1945 war der Landkreis im besetzten Polen im neu eingerichteten Reichsgau Danzig-Westpreußen nochmals eingerichtet. Heute liegt das ehemalige Kreisgebiet in der polnischen Woiwodschaft Kujawien-Pommern.

## Verwaltungsgeschichte
Das Gebiet des Kreises Graudenz kam durch die erste polnische Teilung 1772 zum Königreich Preußen. Als Teil des historischen Kulmerlands  gehörte es nach 1772 zunächst zum Kreis Kulm. Durch die preußische Provinzialbehörden-Verordnung vom 30. April 1815 und ihre Ausführungsbestimmungen kam das Gebiet zum Regierungsbezirk Marienwerder der neuen Provinz Westpreußen. Im Rahmen einer umfassenden Kreisreform im Regierungsbezirk Marienwerder wurde zum 1. April 1818 aus dem Nordteil des Kreises Kulm der neue Kreis Graudenz gebildet. Dieser umfasste die Städte Graudenz, Lessen und Rehden, das Domänenamt Engelsburg, ein Teil des Intendanturamtes Graudenz, die Ämter Amt Rehden und Roggenhausen sowie 81 adlige Güter. Sitz des Landratsamtes war die Stadt Graudenz.
Vom 3. Dezember 1829 bis zum 1. April 1878 waren Westpreußen und Ostpreußen zur Provinz Preußen vereinigt, die seit dem 1. Juli 1867 zum Norddeutschen Bund und seit dem 1. Januar 1871 zum Deutschen Reich gehörte.
Am 1. Oktober 1887 trat der Kreis einen Teil seines Gebietes an den neuen Kreis Briesen ab. Seit dem 1. Januar 1900 bildete die Stadtgemeinde Graudenz einen eigenen Stadtkreis. Der Kreis wurde in Landkreis Graudenz umbenannt.
Nach dem Ersten Weltkrieg mussten die Stadt und der Landkreis Graudenz aufgrund der Bestimmungen des Versailler Vertrags am 10. Januar 1920 zwecks Verlegung eines Polnischen Korridors auf preußischem Territorium zur Ostseeküste hin an die Zweite Polnische Republik abgetreten werden. Polen richtete den Powiat Grudziądzki ein.
Nach dem Überfall auf die Zweite Polnische Republik 1939 wurde das Kreisgebiet vom Deutschen Reich völkerrechtswidrig annektiert. Zum 26. November 1939 wurde der Kreis unter seinem deutschen Namen Teil des neugebildeten Reichsgaus Westpreußen – später Danzig-Westpreußen – im neuen Regierungsbezirk Marienwerder. Im Frühjahr 1945 wurde das Kreisgebiet von der Roten Armee besetzt. Nach Beendigung der Kampfhandlungen wurde das Kreisgebiet seitens der sowjetischen Besatzungsmacht mit Ausnahme militärischer Sperrgebiete der Volksrepublik Polen zur Verwaltung überlassen. In der Folgezeit wurde die deutsche Bevölkerungsgruppe größtenteils von der polnischen Administration aus dem Kreisgebiet vertrieben.

## Bevölkerung
Im Folgenden eine Übersicht mit offiziellen Angaben zu Einwohnerzahl, Konfessionen und Sprachgruppen. Dabei ist zu berücksichtigen, dass der Kreis 1887 und 1900 verkleinert wurde und die Zahlenreihen über diese Zeitpunkte hinweg nicht vergleichbar sind. Für das Jahr 1900 sind hier Stadt- und Landkreis Graudenz allerdings noch zusammengefasst.
| Jahr                                          | 1821              | 1831              | 1841 | 1852              | 1861                | 1871                | 1880 | / | 1890                | 1900                | / | 1910              |
| Einwohner                                     | 31.471            | 32.895            | ?    | 49.168            | 51.382              | 59.737              | ?    | / | 63.250              | 76.799              | / | 48.818            |
| Evangelische Katholiken Juden                 | 17.203 13.871 364 | 18.865 13.525 463 |      | 28.258 19.697 948 | 29.416 20.686 1.136 | 33.588 24.721 1.269 |      | / | 36.903 24.742 1.213 | 43.776 31.395 1.117 | / | 25.234 22.659 152 |
| deutschsprachig zweisprachig polnischsprachig |                   | 20.064 - 12.831   |      | 33.410 - 15.758   | 34.915 - 16.467     |                     |      | / | 44.683 1.013 17.532 | 53.954 1.372 21.452 | / | 28.755 889 19.157 |

## Politik

### Landräte
- 1818–1836: August Burchard Raphael von Rosenberg-Gruszczynski (1770–1836)
- 1838–1850: Friedrich Brauns
- 1850–1877: Ludwig Constantin Tichy (1815–?)
- 1877–1878: Friedrich Wilhelm Carl von Brauchitsch
- 1878–1909: Adalbert von Conrad (1848–1929)
- 1909–1920: Hans Kutter (1870–1929)

### Wahlen
Im Deutschen Reich setzte sich der Reichstagswahlkreis Marienwerder 3 aus den Kreisen Graudenz und Strasburg in den Grenzen von 1871 zusammen. Der Wahlkreis war aufgrund der ethnischen Zusammensetzung der Wählerschaft bei allen Reichstagswahlen zwischen deutschen und polnischen Kandidaten umkämpft. In der Regel kam es zur Stichwahl zwischen dem nationalliberalen und dem polnischen Kandidaten.
- 187100Julius von Hennig, Nationalliberale Partei
- 187400Hugo Bieler, Nationalliberale Partei
- 187700Hugo Bieler, Nationalliberale Partei
- 187800Hugo Bieler, Nationalliberale Partei
- 188100Ignacy von Lyskowski, Polnische Fraktion
- 188400Ignacy von Lyskowski, Polnische Fraktion
- 188700Arthur Hobrecht, Nationalliberale Partei
- 189000Wladyslaw Rozycki, Polnische Fraktion
- 189300Wladyslaw Rozycki, Polnische Fraktion
- 189800Julius Sieg, Nationalliberale Partei
- 190300Julius Sieg, Nationalliberale Partei
- 190700Julius Sieg, Nationalliberale Partei
- 191200Julius Sieg, Nationalliberale Partei

## Städte und Gemeinden
1910 umfasste der Landkreis Graudenz die beiden Städte Lessen und Rehden sowie 80 Landgemeinden.
- Adamsdorf
- Adlig Rehwalde
- Adlig Schönau
- Alt Blumenau
- Altvorwerk
- Bliesen
- Braunsfelde
- Bukowitz
- Conradsfelde
- Czeplinken
- Deutsch Wangerau
- Fürstenau
- Gatsch
- Grabowitz
- Groß Kabilunken
- Groß Leistenau
- Groß Partenschin
- Groß Schönbrück
- Groß Tarpen
- Groß Wolz
- Grutta
- Hannowo
- Hutta
- Jakobkau
- Jankowitz
- Klein Leistenau
- Klein Schönbrück
- Klein Tarpen
- Klein Thiemau
- Klein Wolz
- Königlich Buchwalde
- Königlich Dombrowken
- Königlich Lindenau
- Königlich Pientken
- Königlich Rehwalde
- Königlich Schönau
- Koslowo
- Lessen, Stadt
- Lindenthal
- Massanken
- Mockrau
- Neu Blumenau
- Neubrück
- Neudorf
- Neuhof
- Niedereichen
- Niederhof
- Nitzwalde
- Nogath
- Nonnen-Kabilunken
- Okonin
- Parsken
- Pastwisko
- Piasken
- Plement
- Plessen
- Polnisch Wangerau
- Prenzlawitz
- Rehden, Landgemeinde
- Rehden, Stadt
- Richnowo
- Rittershausen
- Roggenhausen
- Rosenthal
- Rudnick
- Sackrau
- Sarosle
- Schöntal
- Schwetz
- Sellnowo
- Skarschewo
- Slupp
- Stanislawo
- Szczepanken
- Tannenrode
- Tusch
- Voßwinkel
- Weburg
- Weißheide
- Weißhof
- Wossarken
- Zawda-Wolla

## Gutsbezirke
Zum Landkreis gehörten außerdem folgende 82  Gutsbezirke (Stand vom 1. Januar 1908):
- Adlig Dombrowken
- Adlig Klodtken
- Adlig Neumühl
- Adlig Schönau
- Annaberg
- Babken
- Belchau, Burg
- Bialoblott
- Blysinken
- Bogdanken
- Boguschau
- Buden
- Debenz
- Engelsburg
- Feste Courbière
- Frankenhayn
- Gawlowitz
- Gottschalk
- Groß Ellernitz
- Groß Nogath
- Groß Schönwalde
- Groß Tarpen, Vorwerk
- Groß Thiemau
- Grüneberg
- Gubin
- Hansfelde
- Hansguth
- Hoheneichen
- Jakobkau
- Jammi
- Kalmusen
- Karlshof
- Kittnau
- Kittnowko
- Klein Ellernitz
- Klein Kunterstein
- Klein Nogath
- Klein Schönwalde
- Klodtken, Mühle
- Körberrode
- Kowallek
- Kressau
- Leistenau, Schloss
- Lindenau
- Lipowitz
- Lissakowo
- Ludwigsort
- Marusch
- Melno
- Mendritz
- Neuvorwerk
- Oberhof
- Ollenrode
- Orle
- Ossowken
- Plessen
- Powiatek
- Prenzlawitz
- Ramutken
- Rehden
- Rittershausen
- Roggenhausen, Schloss
- Rondsen
- Sallno
- Sarnowken
- Sawdin
- Schadau
- Scharnhorst
- Schönwalde, Probstei
- Schötzau
- Schwenten
- Schwetz
- Seehausen
- Skurjew
- Slupp, Mühle
- Taubendorf
- Tursnitz
- Viktorowo
- Waldowken
- Weißheide, Forst
- Widlitz
- Wiedersee

## Der Landkreis Graudenz im besetzten Polen 1939–1945

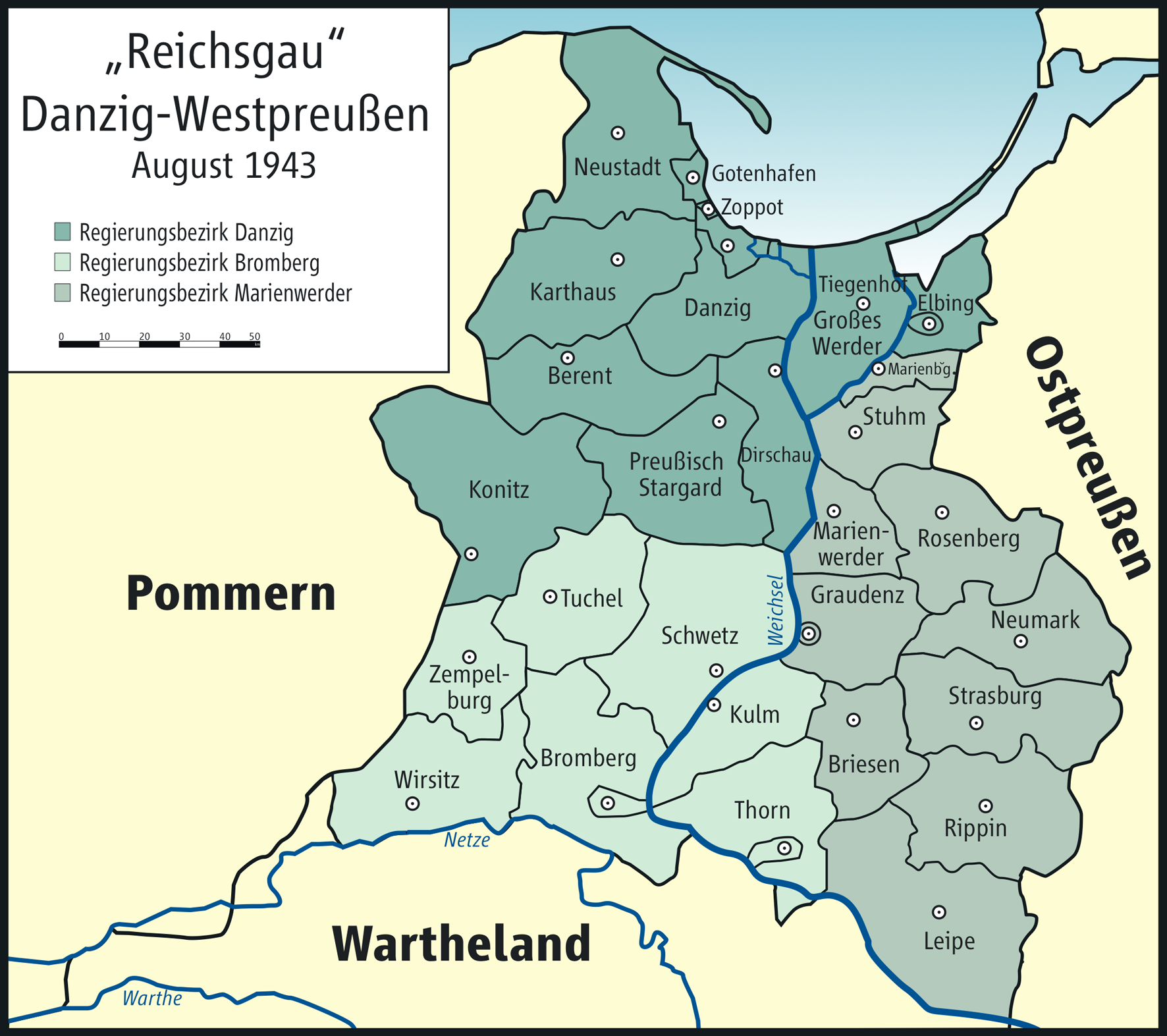
Reichsgau Danzig-Westpreußen (August 1943)

### Verwaltungsgeschichte
Nach der Annexion durch das Deutsche Reich wurden die Städte Lessen und Rehden 1939 der im Altreich gültigen Deutschen Gemeindeordnung vom 30. Januar 1935 unterstellt, welche die Durchsetzung des Führerprinzips auf Gemeindeebene vorsah. Die übrigen Gemeinden waren in Amtsbezirken zusammengefasst; Gutsbezirke gab es nicht mehr.

### Landräte
- 19390000000Horn
- 1939–194500Rudolf Reimers

### Ortsnamen
Durch unveröffentlichten Erlass vom 29. Dezember 1939 galten vorläufig hinsichtlich der bisher polnischen Ortsnamen die bis 1918 gültigen deutschen Ortsnamen. Diese globale Rückbenennung war möglich, da noch das gesamte deutsche Kartenwerk für die 1920 an Polen abgetretenen Gebiete (auch) die früheren deutschen Ortsnamen weitergeführt hatte. Durch die Anordnung betreffend Änderung von Ortsnamen des Reichstatthalters in Danzig-Westpreußen vom 25. Juni 1942 wurden mit Zustimmung des Reichsministers des Innern alle Ortsnamen rückbenannt, entweder in der Form von 1918 oder als lautliche Angleichung oder Übersetzung, zum Beispiel:
- Grutta: Frankenhain,
- Jankowitz: Hansdorf, Kr. Graudenz
- Karschewo: Schassau,
- Königlich Dombrowken: Königsdamerau,
- Melno: Melden
- Sawda Wolla: Freisauden,
- Slupp: Starkenberg, Kr. Graudenz,
- Wielkalonke: Altlanke.